# Hail To The King
Hail to the King je album ameriške glasbene skupine z enakim imenom. Izšel je 2013 pri založbi Warner.

## Seznam skladb
1. "Shepherd of Fire" - 5:25
2. "Hail to the King" - 5:06
3. "Doing Time" - 3:27
4. "This Means War" - 6:09
5. "Requiem" - 4:23
6. "Crimson Day" 4- :58
7. "Heretic" - 4:56
8. "Coming Home" - 6:26
9. "Planets" - 5:57
10. "Acid Rain" - 6:40